# خفاقة كهربائية

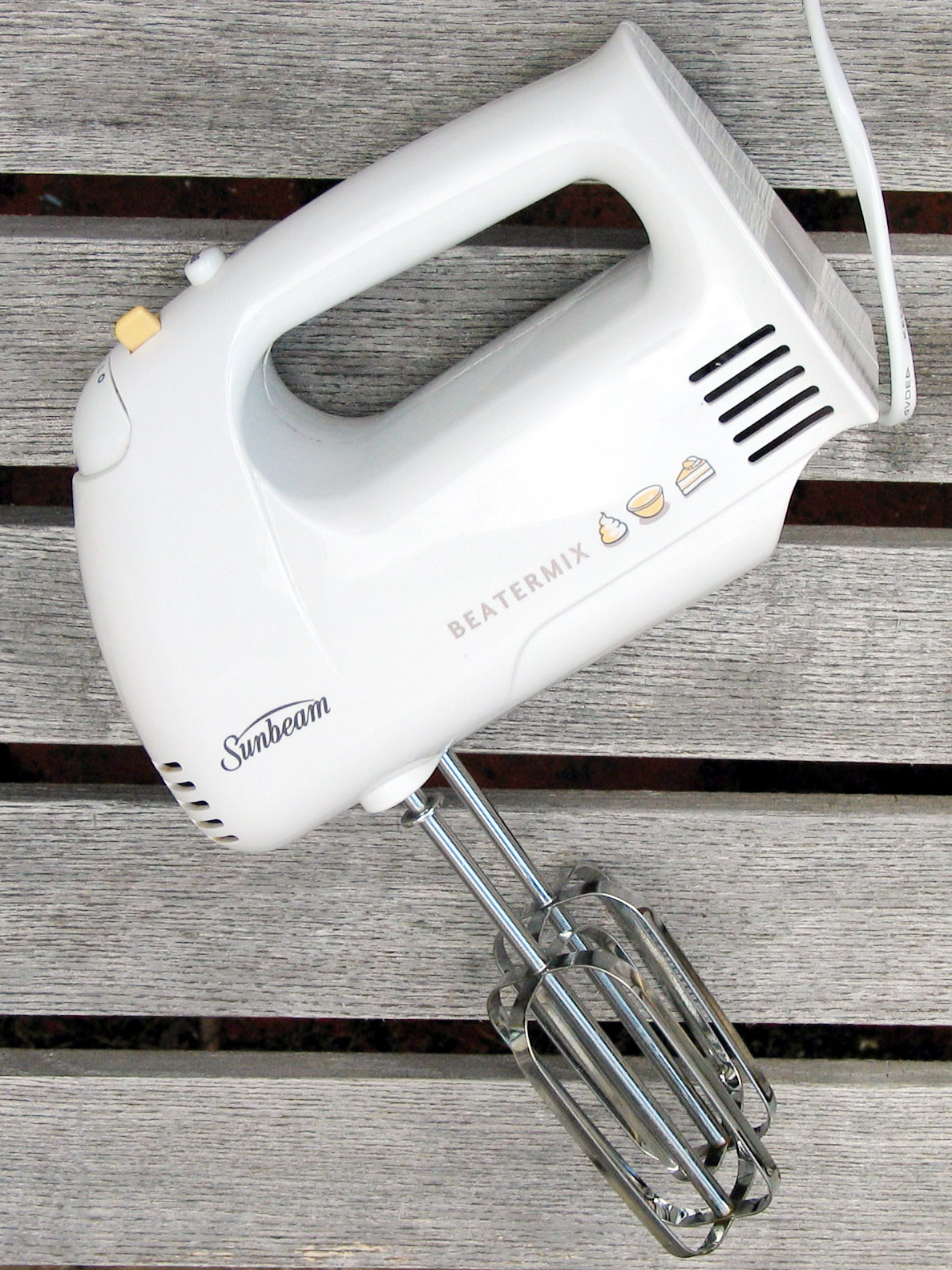
خفاقة كهربائية محمولة باليد.

الخَفَّاقَة الكَهْرُبَائِيَّة أو المِخْفَقَة الكَهْرُبَائِيَّة أو المِخلطة أو الخلاطة هي خفاقة تعمل بالكهرباء، وتُستخدم في تحضير الطعام، وذلك بخفق المكونات بسلاسة أو خفقها مع الهواء، معظم الخفاقات تتكون من مقابض طويلة مع أسلاك ملتوية في النهاية، وعادةً تكون من المعدن أو البلاستك وأيضاً من الخيزران، وهي تُستخدم لخفق المكونات كبياض البيض لصنع الكعك أو لخفق الكريمة.

## أشكال مختلفة
- خافق البيض
- خفقة الوقف
- خفقات لولبية[5]
- خفقات السياري[5]
- خفقة يدوي
- خفقة العجين